# 埃爾科科 (拉喬雷拉區)
埃爾科科（西班牙語：El Coco），是巴拿馬的城鎮，位於該國中東部，由西巴拿馬省的拉喬雷拉區負責管轄，面積15平方公里，2010年人口19,603，人口密度每平方公里1,307人。